# Etat 231.500
Die Lokomotiven der Baureihe 231.500 der ehemaligen französischen Staatsbahn Chemins de fer de l’État (ÉTAT) waren Schlepptender-Dampflokomotiven mit der Achsfolge 2’C1’. Nach der Eingliederung in die SNCF im Jahr 1938 wurden die Vierzylinder-Verbundloks je nach Umbauzustand in die Baureihen 231 C, D, F, G, H und J eingeordnet, wobei die bisherigen Fahrzeugnummern als Ordnungsnummern beibehalten wurden.

## Geschichte
Bereits 1904 begann die Chemins de fer de l’Ouest (Ouest) die Entwicklung von Pacific-Lokomotiven für die zunehmend schwereren Fernschnellzüge auf den Strecken von Paris nach Brest und Cherbourg, die Steigungen bis zu 10 Promille aufweisen. Die Fertigstellung der Vorserienlokomotiven mit den Nummern 2901 und 2902 verzögerte sich aufgrund finanzieller Schwierigkeiten der Bahngesellschaft bis 1908, als die Ouest verstaatlicht und in die ÉTAT integriert wurde. Die beiden Prototypen waren störanfällig und bewährten sich nicht.
Es folgte die Entwicklung der Pacific-Lokomotiven der Baureihe Etat 231-011–231-060, die den Kessel der Ouest-Vorserienlokomotiven mit Änderungen übernahmen und mit dem Triebwerk der 2’C-Lokomotiven der Baureihe Etat 3800 kombinierten. Diese Vierzylinder-Nassdampf-Verbundlokomotiven wurden nach anfänglichen Schwierigkeiten zur Betriebstauglichkeit entwickelt.
Die Abteilung der État, die zuständig für die Lokomotiven war, wollte sich ein für alle Mal von den Traktionsproblemen der Fernschnellzüge befreien und prüfte 1913 die Anschaffung neuer Pacific-Lokomotiven. Um die Studie zu beschleunigen und Entwicklungskosten zu sparen, wurde die neue Lokomotive der Baureihe 3500 der Compagnie du chemin de fer de Paris à Orléans (PO) nachempfunden, der 1908 für die Gesellschaft Paris Orléans (PO) in Betrieb genommen worden war.
Abweichend von den PO-Pacifics diktierte das kleinere Lichtraumprofil der ETAT ein im oberen Bereich leicht eingezogenes Führerhaus und einen Stehkessel mit runder Decke anstelle des Belpaire-Stehkessels. Das Verbundtriebwerk der Bauart De Glehn mit außenliegenden Hochdruckzylindern und innenliegenden Niederdruckzylindern, beide mit Walschaerts-Steuerungen, wurde beibehalten.

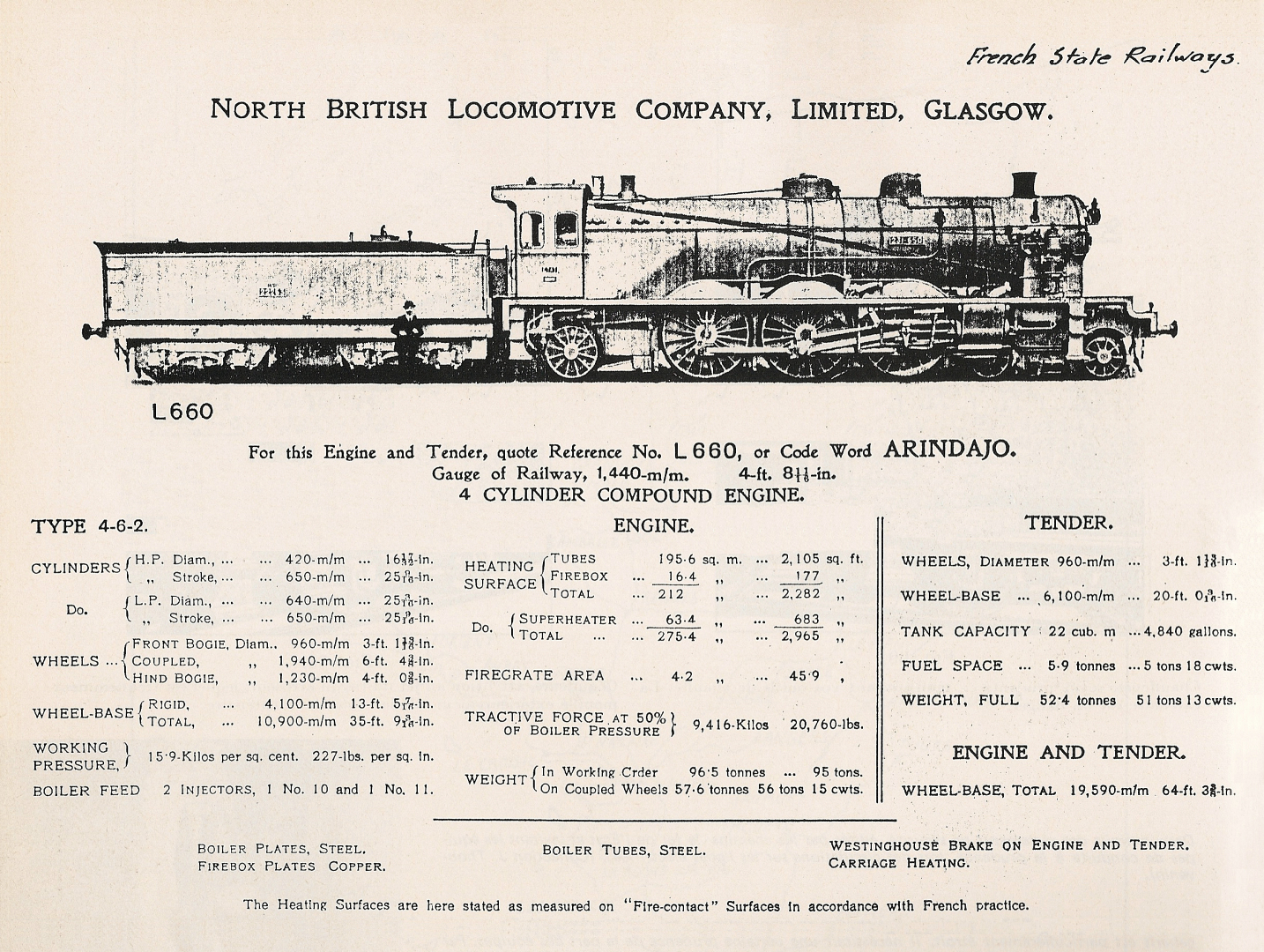
Datenblatt der Nr. 660 der North British Locomotive Company

Lokomotive Nr. 716 von Schneider, Baujahr 1921, noch ohne Windleitbleche, die erst in den 1930er Jahren angebracht wurden

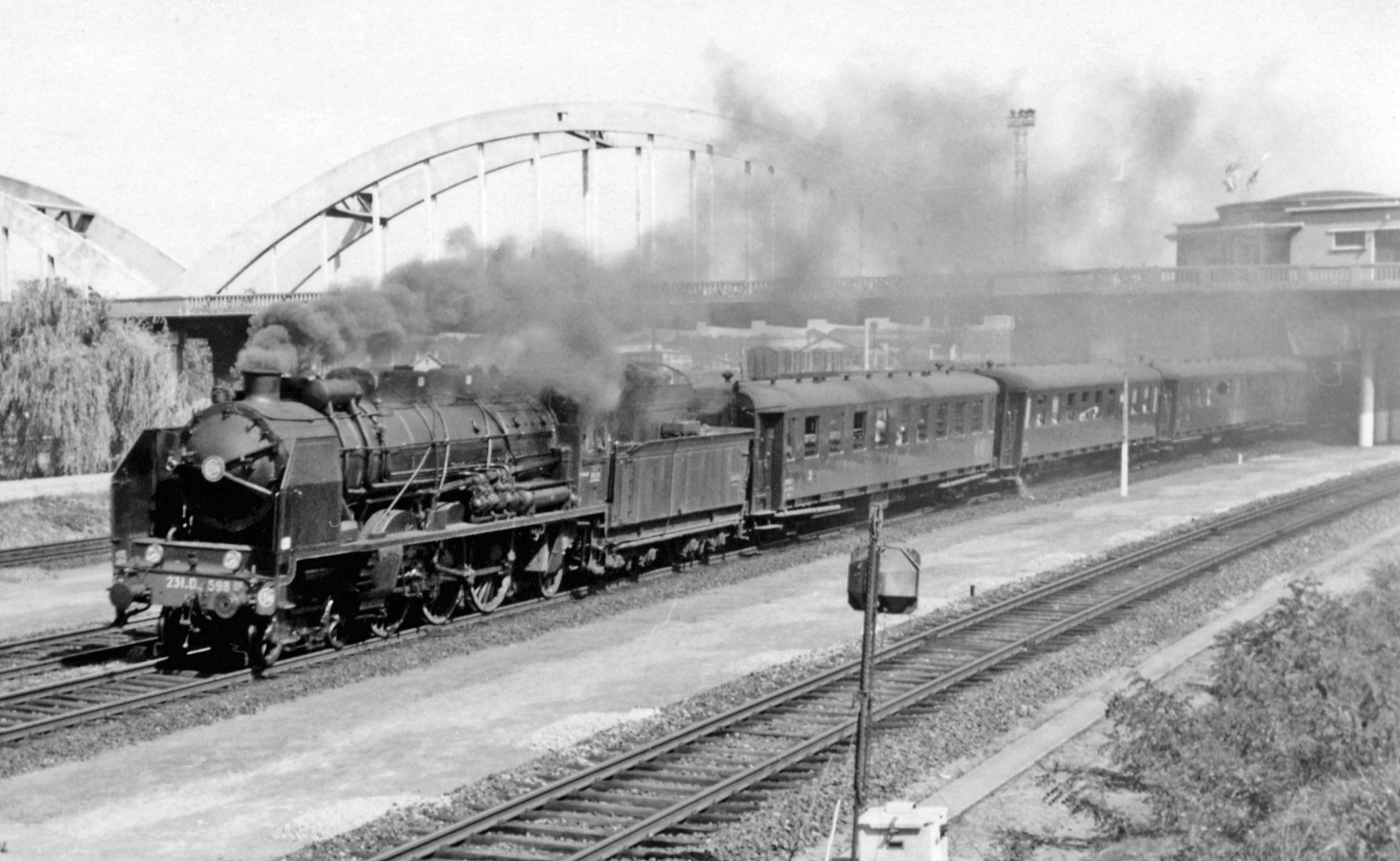
231 D 598 vor einem Schnellzug Paris–Caen bei der Durchfahrt durch den Bahnhof Achères (1959)

Der Erste Weltkrieg verzögerte die Fertigstellung der ersten und den Bau weiterer Maschinen. Nur die Loks 501 und 502 verließen 1914 noch die Werkshallen von Fives-Lille. Letztere wurde noch in jenem Jahr vom Deutschen Heer beschlagnahmt und als Dampferzeuger nach Mülheim-Speldorf verbracht; bei der Rückgabe im Jahr 1919 kam sie als 3.1150 zur Compagnie des chemins de fer du Nord (NORD), die Betriebsnummer 502 wurde in Zweitbesetzung an eine bei Batignolles-Châtillon gebaute Lok vergeben.  Auch die 504 und 506 wurden nach Deutschland entführt, sie erhielten bei ihrer Rückkehr 1918 die Nummern 783 bzw. 782.
In den Kriegsjahren 1916 und 1917 lieferte die North British Locomotive Company 40 Lokomotiven (650 bis 689) aus Großbritannien nach Frankreich. Fives-Lille baute 1921 die Loks 602 bis 649 sowie 780 und 781, Schneider 1920/1921 die 690 bis 739 und Batignolles-Châtillon 1922 die 502 bis 601 und 740 bis 779. Fortan bildete die Baureihe 500 das Rückgrat im Schnellzugdienst der ETAT.
Anfang der 1930er Jahre konnte die ETAT die von André Chapelon vorgenommenen Verbesserungen an PO-Lokomotiven nicht mehr ignorieren. Zur Leistungssteigerung wurde nach dessen Grundsätzen an der Lok 644 ein radikaler Umbau vorgenommen: Vergrößerung der Dampfleitungen, Verlängerung der Rauchkammer, Ersatz des Schmidt-Überhitzers durch einen der Bauart Houlet, Einbau einer doppelten Kylchap-Saugzuganlage und ACFI-Mischvorwärmern sowie Ausrüstung mit einer Dabeg-Ventilsteuerung, einem neuen Kurbelradsatz für die Innenzylinder und Léonard-Rädern.

### Umbauten
- Lediglich 24 Maschinen übernahm die SNCF im weitgehenden Originalzustand mit kleinen Windleitblechen, aber ACFI-Vorwärmer; sie bezeichnete sie als Baureihe 231 C.
- Zwischen 1933 und 1949 erhielten 135 Lokomotiven an den Niederdruckzylindern Dabeg-Steuerungen; bei der SNCF liefen sie als 231 D.
- Ab 1933 erhielten 23 Maschinen an den Niederdruckzylindern Willoteaux-Schieber; die SNCF bezeichnete die 231 W später als 231 F.
- 31 Loks wurden zwischen 1933 und 1936 entsprechend den Chapelon-Vorgaben nach dem Vorbild der 644 umgebaut; die SNCF reihte die Maschinen, deren Hoch- und Niederdruckzylinder mit Lenz-Dabeg-Steuerungen versehen waren (231 DD „Double Dabeg“) später als Baureihe 231 G ein.
- 92 Maschinen erhielten zwischen 1937 und 1949 eine verlängerte Rauchkammer, eine verbesserte Steuerung,[3] die Führung der Dampfleitungen und der Saugzug wurden verbessert; die SNCF bezeichnete sie als 231 H.
- Sechs Loks erhielten Renaud-Steuerungen und wurden zu 231 R. Diese Umbauten brachten nicht die gewünschten Ergebnisse;[4] als einzige derartige Maschine kam die 231 R 523 zur SNCF, die sie als 231 J 523 bezeichnete.

Die späteren 231 D, F und G erhielten zusätzliche Sandstreueinrichtungen, die Schlepptender der 231 D und G konnten während der Fahrt aus einem Trog Wasser nehmen. Nach der Übernahme durch die SNCF wurden die 231 D und 231 H weiter verändert. Unter anderem erhielten sie Rauchkammertüren der Bauart NORD und Turbogeneratoren, die „Lethuillier-Pinel“-Ventile wurden durch solche des Typs „Coale“ ersetzt. Das Führerstandsdach wurde verlängert und die Kapazität des Schlepptenders auf 12 t Kohle erhöht.
Im Laufe der 1960er Jahre wurden mit den 231 G die letzten Maschinen der Baureihe abgestellt. Am 29. September 1968 verkehrte zwischen Nantes und Le Croisic mit der 231 G 558 letztmals eine ehemalige ÈTAT 500 vor einem regulären Zug der SNCF.

## Verbleib

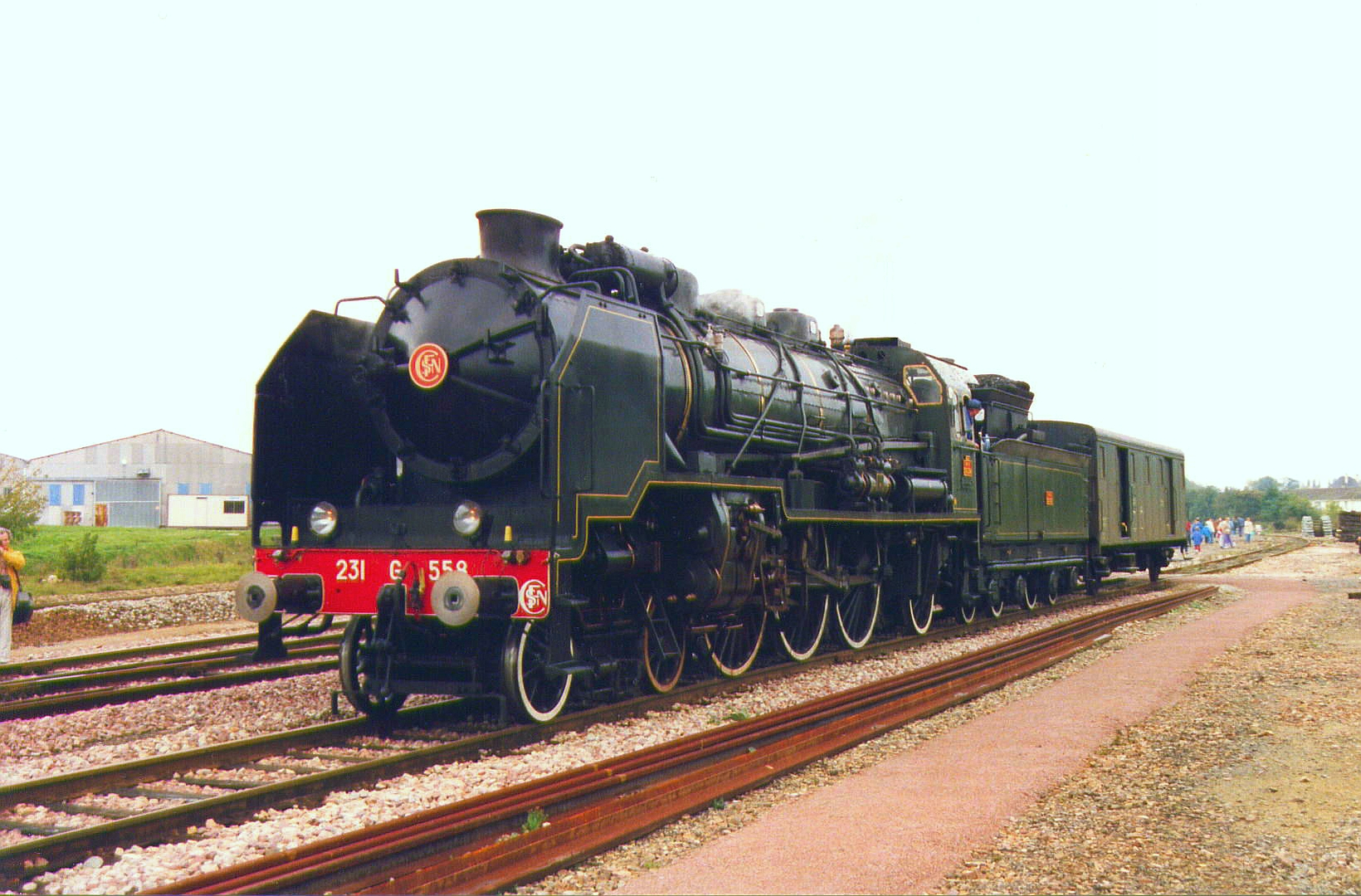
231 G 558 in Bayeux (1993)

Mit der 1922 bei Batignolles-Chatillon in Nantes gebauten 231 G 558 ist eine Lok beim Pacific Vapeur Club de Sotteville-lès-Rouen betriebsfähig vorhanden.

## Sonstiges
Die 231 G 592 und die 231 F 632 dienten 1938 als fahrende Requisiten im Film Bestie Mensch mit Jean Gabin in der Hauptrolle. Die Lokomotive wird im Film auch von Gabin gefahren.